# Comincerò a parlare
Comincerò a parlare è un album in studio della cantautrice italiana Lubjan, pubblicato nel 2013.

## Tracce
1. Per sempre oltre me
2. Più niente è come prima
3. Dorothy
4. Teatro delle paure
5. Innocente
6. Mucchi di sabbia
7. Sole di giugno
8. Il veleno del tempo
9. Il sorriso di mia figlia
10. Hanging
11. Parole assenti
12. The Moon the Stars and You